# Bemasoandro
Bemasoandro è una città e comune del Madagascar situata nel distretto di Antananarivo Atsimondrano, regione di Analamanga. 
La popolazione del comune rilevata nel censimento 2001 era pari a 27 018 unità.